# Wings Island
Wings Island is een eiland dat deel uitmaakt van de Canadese provincie Newfoundland en Labrador. Het eiland van 6 ha ligt vlak voor de kust van Greenspond Island, een eiland voor de oostkust van Newfoundland. Het maakt deel uit van de gemeente Greenspond.

## Geografie
Wings Island heeft een oppervlakte van ongeveer 0,06 km². Het wordt in het noorden van Greenspond Island gescheiden door een zeer smalle zeestraat (tickle). Deze is op het smalste punt minder dan 3 meter breed en staat bij laagtij gedeeltelijk droog. Op dit punt verbindt een straat beide eilanden en loopt het zeewater door een buis onderdoor het wegdek. 
Het erg kleine eilandje maakt deel uit van het dorpscentrum van Greenspond en is helemaal volgebouwd.